# Grand Prix de Wallonie 1939
La 5e édition du Grand Prix de Wallonie a eu lieu le 25 juin 1939. Elle a été remportée par le Belge Adolph Braeckeveldt.

## Classement final
Adolph Braeckeveldt remporte la course en parcourant les 210 kilomètres en 5 h 52 à la vitesse moyenne de 35,795 km/h. Sur les 47 coureurs qui ont pris le départ, dix-huit ont franchi la ligne d'arrivée.
| Classement final, | Classement final,       | Classement final, | Classement final,    | Classement final, |
|                   | Coureur                 | Pays              | Équipe               | Temps             |
| ----------------- | ----------------------- | ----------------- | -------------------- | ----------------- |
| 1er               | Adolph Braeckeveldt     | Belgique          | Helyett-Hutchinson   | en 5 h 52 min 0 s |
| 2e                | Adelin Van Simaeys      | Belgique          |                      |                   |
| 3e                | Georges Christiaens     | Belgique          | Pelissier-Hutchinson |                   |
| 4e                | Theo Van Oppen          | Belgique          | Dilecta-Wolber       |                   |
| 5e                | François Dedonder       | Belgique          |                      |                   |
| 6e                | Camille Beeckman        | Belgique          | Helyett-Hutchinson   |                   |
| 7e                | René Walschot           | Belgique          |                      |                   |
| 8e                | Robert Naeye            | Belgique          |                      |                   |
| 9e                | Leopold Van Den Bossche | Belgique          |                      |                   |
| 10e               | Éloi Meulenberg         | Belgique          | Alcyon               |                   |
| modifier          |                         |                   |                      |                   |